# Берковський Ілля Віталійович
Ілля Віталійович Берковський (рос. Илья́ Вита́льевич Берко́вский, нар. 15 березня 2000, Омська область, Росія) — російський футболіст, півзахисник московського «Локомотива».
На правах оренди грає у складі «Нижнього Новгорода».

## Ігрова кар'єра
Ілля Берковський народився у спортивній родині. Футболом він почав займатися в СДЮШОР омського «Іртиша» разом зі своїм старшим братом. У віці 17 — ти років Берковський підписав зклубом професійний контракт. І в травні 2017 року дебютував в основі у турнірі Другої ліги.
У зимове міжсезоння 2019/20 футболіст проходив перегляди в ряді клубів РПЛ але лише влітку 2020 року підписав трирічний контракт з московським «Торпедо». В команді футболіст відіграв до зими, а в грудні 2020 року перейшов до московського «Локомотива». За рік футболіст не зіграв у команді жодного офіційного матчу і в лютому 2021 року був відправлений в оренду у клуб ФНЛ «Нижній Новгород». Вже влітку Берковський продовжив співпрацю з клубом, разом з яким піднявся до Прем'єр-ліги. Першу гру на вищому рівні Берковський провів 7 серпня 2021 року.

## Титули
Нижній Новгород
- Бронзовий призер ФНЛ: 2020/21